# Henry Arthur Cadogan
Pour les articles homonymes, voir Cadogan.
 (octobre 2015).
Si vous disposez d'ouvrages ou d'articles de référence ou si vous connaissez des sites web de qualité traitant du thème abordé ici, merci de compléter l'article en donnant les références utiles à sa vérifiabilité et en les liant à la section « Notes et références ».
Henry Arthur Cadogan, vicomte de Chelsea, né Henry Arthur Cadogan à Londres le 13 juin 1868 et mort à Theobalds House le 2 juillet 1908 , est un officier, homme politique et fonctionnaire britannique.
Ce vicomte de Chelsea (titre de courtoisie) est un membre conservateur de la Chambre des communes élu deux fois au siège de Bury St Edmunds. Il était auparavant capitaine dans le 3e Bataillon du Royal Fusiliers et fonctionnaire du Premier ministre. Son père a développé une partie de Kensington et Chelsea et a représenté la Couronne en Irlande.